# Othello (phim 1955)
Otello (tiếng Nga: Отелло) là một phim tâm lý của đạo diễn Sergey Yutkevich, xuất bản ngày 13 tháng 3 năm 1956.

## Nội dung
Síp thế kỷ XV. Viên hiệu úy Iago hậm hực vì đà thăng cấp chậm, bèn gièm khiến tổng trấn Otello đang tâm giết vợ. Sự kiện này làm cho Cộng hòa Venezia mất dần hải quốc về tay người Đột Quyết.

## Kĩ thuật
Phim được quay 3 tháng hè tại Krym năm 1955.

### Sản xuất
- Thiết kế sản xuất: V. Dorner, Mikhail Karyakin, Arnold Vaysfeld
- Phục trang: Olga Kruchinina
- Âm thanh: Boris Volsky
- Nhạc trưởng: Grigoriy Gamburg

### Diễn xuất
- Sergey Bondarchuk... Otello
- Andrey Popov... Iago
- Irina Skobtseva... Desdemona
- Vladimir Soshalsky... Cassio
- Yevgeni Vesnik... Roderigo
- Antonina Maksimova... Emilia
- Mikhail Troyanovsky... Quốc trưởng Venezia
- Yevgeny Teterin... Brabantio
- Ysanne Churchman... Bianca
- Nikolay Brilling... Lodovico
- Aleksey Kelberer... Montano
- Leyla Ashrafova
- Boris Belyakov

## Vinh danh
- Giải Đạo diễn xuất sắc nhất - Liên hoan phim Cannes (1956)[2]